# Crazy Cavan and the Rhythm Rockers
Crazy Cavan and the Rhythm Rockers — уельський рокабілі-гурт, заснований у 1970 році. Гурт є одним із найвідоміших і найвпливовіших у жанрі рокабілі у Європі. Їхній стиль поєднує елементи класичного рокабілі 1950-х років з власними ідеями.

## Короткі відомості
Перший склад групи був сформований 1964 року під назвою «Граф Дракула і вампіри» — Каван Ґроґан (вокал), Ліндон Нідс (соло-гітара) і Террі Валлі (ритм-гітара). У 1968 році до них приєдналися Брайан Томас (фортепіано) й Дон Кінселла (бас), новий склад взяв назву «The Sundogs», яку вони запозичили у Алана Фріда (відомого як «Moondog») і записувалися на Sun Records.
У 1970 році з приєднанням Майка Коффі (барабани) гурт взяв назву «Crazy Cavan 'n' Rhythm Rockers». 1973 року група створила власний лейбл — Crazy Rhythm Records і випустила свій дебютний сингл «Teddy Boy Boogie».
1975-го випустили свій перший альбом «Crazy Rhythm» на голландському лейблі Rockhouse. 1976-го підписали контракт з Charly Records і випустили свій другий альбом — «Rockability».

## Дискографія
- 1975 — Crazy Rhythm
- 1976 — Rockable
- 1977 — Our Own Way of Rockin'
- 1978 — Live at the Rainbow
- 1979 — Red Hot 'N' Rockabilly
- 1979 — Still Crazy
- 1981 — Cool and Crazy Rock-a-billy
- 1981 — Teddy Jive
- 1982 — Hey Teenager!
- 1983 — Live at Pickett's Lock
- 1984 — Rollin' Through The Night
- 1989 — Rough Tough 'N' Ready
- 1990 — Crazy Times
- 1996 — It's Wild, It's Weird, It's Crazy
- 2001 — Rhythm Rockin' Blues
- 2008 — C'mon, Let's F***in' Rock
- 2012 — Rollin 'n' Rockin
- 2015 — The Real Deal

## Вплив
- Zombie Ghost Train використав обкладинку «Teddy Boy Boogie» на їхньому альбомі «Dealing The Death Card».

Співачка Sparky Phillips з Demented Are Go записала із Hillbilly Moon Explosion версію «Teddy Boy Flick Knife Rock'n'Roll» (на альбомі «The Sparky Sessions»).
Klingonz записав кавер-версію «Trouble Trouble» на своєму альбомі «Still Stompin».